# Srock
Srock [pronunciación en polaco: /srɔt͡sk]/ es un pueblo ubicado en el distrito administrativo de Gmina Moszczenica, dentro del Distrito de Piotrków, Voivodato de Łódź, en Polonia central. Se encuentra aproximadamente a 7 kilómetros al noroeste de Moszczenica, a 16 kilómetros al norte de Piotrków Trybunalski, y a 31 kilómetros al sureste de la capital regional Lodz.
El pueblo tiene una población de 720 habitantes.